# Bonnevaux (Alta Saboya)
 Bonnevaux  es una comuna y población de Francia, en la región de Auvernia-Ródano-Alpes, departamento de Alta Saboya, en el distrito de Thonon-les-Bains y cantón de Abondance.
Su población en el censo de 1999 era de 240 habitantes.
No está integrada en ninguna Communauté de communes u organismo similar.

## Demografía
| 210 | 211 | 204 | 209 | 254 | 240 |
| Para los censos de 1962 a 1999 la población legal corresponde a la población sin duplicidades (Fuente: INSEE [Consultar]) |     |     |     |     |     |